# Il barbiere di Siviglia (Paisiello)
Il barbiere di Siviglia és una òpera en quatre actes de Giovanni Paisiello, amb llibret de Giuseppe Petrosellini. S'estrenà al Teatre de l'Ermitage de Sant Petersburg el 26 de setembre de 1782.
A Catalunya es va estrenar el 27 de juliol de 1786 al Teatre de la Santa Creu de Barcelona. El 1935 la va representar el Club de Fútbol Júnior al Cine Coliseum de Barcelona. Ja als anys noranta del segle xx va fer-se a la Universitat de Barcelona, en el cicle de l'Àula d'Òpera del Conservatori Municipal de Barcelona.

## Curiositat
El compositor parmesà Constantino Dall'Argine va escriure una òpera amb el mateix títol que fou un autèntic fracàs.